# Pronomen
Pronomen (från latin pro nomen, ”i stället för namn”; plural: pronomen eller pronomina) är en mångsidig ordklass av ersättande småord.   En viktig grupp inom pronomen är de ord som kan användas "i stället för" ett substantiv eller egennamn i satsen. Till exempel kan ordet "mannen" i satsen mannen vill till Wien ersättas med ett personligt pronomen: Han vill till Wien.
Trots att pronomen i de flesta språk bara inkluderar ett fåtal ord är det för den övervägande delen av världens språk en mycket betydelsefull ordklass. Det finns också språk där pronomen inte är lika vanliga som i indoeuropeiska språk.

## Avgränsning
Det är svårt att ge en entydig definition av vad som utgör ett pronomen, och gränsdragningen mot andra ordklasser (till exempel adjektiv och räkneord) varierar i den grammatiska traditionen. Ett karakteristiskt drag är att ett pronomen i sig självt inte är särskilt betydelsebärande, utan får sin betydelse av sammanhanget. Dock innehar pronomen generellt en betydande roll i texter, då andelen pronomen i en skriven text varierar mellan 10 och 25 procent.
I svenska språket finns det färre än 200 pronomen. I fjortonde upplagan av Svenska Akademiens ordlista (SAOL) finns bara 81 pronomen upptagna som lemman. De förekommer oftare i talspråk än i skriftspråk. I skriven text är andelen pronomen ofta omvänt proportionerlig mot andelen substantiv: få substantiv innebär många pronomen, och omvänt. 

## Typer av pronomen
Pronomen uppdelas efter sin funktion och böjning eller efter sin betydelse. Om man ser till funktionen finns två större undergrupper: substantiviska och adjektiviska pronomen. Substantiviska pronomen kan stå som ensamt huvudord i en nominalfras, och liknar därmed substantiv. I denna funktion ersätter de ett substantiv eller egennamn (jfr det latinska ursprunget 'pro nomen', "istället för namn"): "Det (=flygplanet) störtade". Adjektiviska pronomen kan användas som attribut till substantiv, och liknar därmed adjektiv: "Inga passagerare överlevde".
En annan uppdelning handlar om betydelse. Enligt denna klassifikation kan ordklassen indelas i fyra undergrupper: bestämda (definita), frågande (interrogativa), kvantitativa och relationella pronomen. Definitionerna varierar mellan olika grammatikor, och många pronomen kan tillhöra flera olika undergrupper (till exempel kan den både fungera substantiviskt som ett personligt definit pronomen och adjektiviskt som ett demonstrativt pronomen). Ordet som har traditionellt setts som ett relativt pronomen, men hanteras i Svenska Akademiens språklära som en subjunktion.
I Svenska Akademiens språklära finns följande indelning av svenska pronomen:
| Betydelsegrupp      | Betydelsegrupp        | Adjektiviska (kongruensböjs)                                                                                              | Substantiviska (kan vara ensamt huvudord i nominalfras)      |
| ------------------- | --------------------- | --- | ------------------------------------------------------------ |
| Bestämda (definita) | Personliga            | | Sing: jag, du, han, hon, hen, den, det Plur: vi, ni, de, dem |
| Bestämda (definita) | Possessiva            | min/mitt, din/ditt, hans, hennes, dess, vår/vårt, våran (talsp.), er/ert, eran (talsp.), deras                            |                                                              |
| Bestämda (definita) | Demonstrativa         | denne (maskulinum), denna (femininum/utrum), detta (neutrum), (demonstrativt) den (utrum), det (neutrum)                  |                                                              |
| Bestämda (definita) | Reflexiva             | sin | sig                                                          |
| Bestämda (definita) | Reciproka             | | varandra                                                     |
| Bestämda (definita) | Relativa              | vilken, vars, vad |                                                              |
| Interrogativa       | Interrogativa         | vilken, vilkendera, hurdan                                                                                                | vem, vad                                                     |
| Kvantitativa        | Totalitetsbetecknande | all, samtlig, båda, bägge, hel                                                                                            | alltihop, alltsammans, allting                               |
| Kvantitativa        | Distributiva          | varje, varenda, vardera, var och en, var                                                                                  |                                                              |
| Kvantitativa        | Generaliserande       | | man, vilken/vem/vad/hurdan som helst                         |
| Kvantitativa        | Myckenhetspronomen    | många, fler, flest, få, färre, mycket, mer, mest, lite, föga, mindre, minst                                               |                                                              |
| Kvantitativa        | Obestämd artikel      | en, endera |                                                              |
| Kvantitativa        | Allmänt obestämda     | någon, åtskilliga, somlig, viss, en del, en och annan                                                                     |                                                              |
| Kvantitativa        | Nekande               | ingen | ingenting, ingendera                                         |
| Relationella        | Jämförande            | annan, övrig, samma, sådan, dylik, likadan                                                                                |                                                              |
| Relationella        | Ordnande              | första, sista, nästa, förra, bortre, främre, inre, yttre, övre, nedre, undre, högra, vänstra, norra, östra, södra, västra |                                                              |
| Relationella        | Framhävande           | själv, egen, enda |                                                              |

### Definita pronomen
Definita (bestämda) pronomen betecknar något som läsaren/lyssnaren förväntas kunna identifiera utifrån sammanhanget. De finns två typer av bestämda pronomen - personliga pronomen samt demonstrativa pronomen.
Exempel på personliga (subjektiva) pronomen är jag, du, han, hon, hen, den, det. Exempel på personliga (objektiva) pronomen är mig, dig, honom, henne, hen, den, det. Anledningen till att personliga pronomen kategoriseras som bestämt är för att alla personliga pronomen syftar tillbaka på ett eller flera specifika/unika/bestämda substantiv (vilka tidigare presenterats i en text eller talsituation). Detta innebär att personliga pronomen också är ett så kallat anaforiskt (tillbakasyftande) pronomen.
Flygplanet hade inte fått service på länge. Därför kraschade det.
Demonstrativa (deiktiska, utpekande) pronomen är pronomen som pekar ut någon eller något specifikt/unikt (alltså bestämt) i sammanhanget. Till exempel:
Jag vill ha den där stolen.
Jag vill ha den här stolen.
Dessa stolar visade sig vara ganska ostadiga.
Denna stol visade sig vara ganska ostadig.
Hit räknas då också den/det/de, i följande sammanhang: 
Han pekade på ett stort, förfallet hus och sa:
- Det huset är inte säkert att gå in i. (demonstrativa pronomen)

Men observera att när det finns ett attribut (bestämning till substantivet i form av adjektiv) mellan den/det/de och substantivet kategoriseras den/det/de inte som ett pronomen, utan som en bestämd artikel. Som i följande exempel:
Han gick in i det stora, förfallna huset.  (fristående, bestämd artikel)

### Interrogativa pronomen
Till denna grupp hör pronomen som används i frågor som handlar om identitet eller egenskap:
Vem arbetade just då som flygledare?

### Kvantitativa pronomen
Kvantitativa pronomen är en omfattande grupp som anger antal eller totalitet och syntaktiskt och betydelsemässigt påminner mycket om räkneord. Ett par exempel på kvantitativa pronomen är många, ingen och båda: 
Båda motorerna slutade fungera.
Hit räknas även den obestämda artikeln en:
Piloterna lyckades genomföra en lyckad nödlandning.

### Relationella pronomen
Relationella pronomen används för att beteckna något som står i relation till något annat:
Passagerarna önskade att de hade valt ett annat flygbolag.

## Övrigt
SAOL anger för ordet pronomen böjningsformerna ett pronomen, det pronomenet, flera pronomen och de pronomenen. Som alternativ anges den ursprungligen latinska pluralformen pronomina. Denna artikel använder det förstnämnda alternativet.